# Кодайра

35°33′43″ пн. ш. 139°28′39″ сх. д. / 35.56194° пн. ш. 139.47750° сх. д.
Кода́йра (яп. 小平市, あきしまし, МФА: [kodai̯ɾa ɕi̥]) — місто в Японії, в префектурі Токіо.

## Короткі відомості
Кодайра розташоване в центральній частині префектури. Місто засноване 1962 року в результаті підвищення містечка Кодайра до статусу міста. Розташоване на плато Мусасіно. Північно-західною частиною міста протікає канал Нобідоме, а південною — канал Тама. Через Кодайру проходять чотири залізничні лінії Сейбу та залізниця JR. З заходу на схід місто пронизують дві автостради Оме-Іцукаїті та Коґанеї-Футю.
Першим поселенням на території Кодайри було село Оґава, яке в 1655–1658 роках заснував самурай Оґава Куробей. Після цього, у 1716–1736 роках, виникли сусідні села Онума, Нонака, Судзукі, Меґуріта та інші. 1889 року вони об'єдналися в село Кодайра . Після Великого кантоського землетрусу 1923 року розпочалось стрімке заселення району Кодайри за рахунок біженців зі столиці Токіо. 1944 року село отримало статус містечка, а 1962 року перетворилося на місто.
Основою економіки Кодайри було сільське господарство, вирощування груш і японського нарду. Після Другої світової війни місто перетворилося на промисловий центр. В ньому працюють заводи компаній Хітаті та Бріджстоун. В центрі міста знаходяться представництва комерційних підприємств.
В Кодайрі розташовані окрема школа Університету Хітоцубасі, Університет Цуда, Університет мистецтв Мусасіно, Музей скульптур Хіракусі Дентю, Токійський лікарняний ботанічний сад та Кодайрівське кладовище.
Станом на 1 жовтня 2008 площа міста становила 20,46 км². Станом на 1 липня 2011 населення міста становило 186 973 осіб.

## Освіта
- Університет Цуда
- Університет мистецтв Мусасіно
- Університет Хітоцубасі (додатковий кампус)